# اوراشاتس (اوبرنوواتس)
اوراشاتس (به صربی: Orašac) یک منطقهٔ مسکونی در صربستان است که در اوبرنوواتس واقع شده‌است. اوراشاتس ۱۳٫۰۹ کیلومتر مربع مساحت و ۶۰۳ نفر جمعیت دارد و ۹۶۷ متر بالاتر از سطح دریا واقع شده‌است.